# Tungawan
Tungawan è una municipalità di terza classe delle Filippine, situata nella Provincia di Zamboanga Sibugay, nella regione della Penisola di Zamboanga.
Tungawan è formata da 25 baranggay:
- Baluran
- Batungan
- Cayamcam
- Datu Tumanggong
- Gaycon
- Langon
- Libertad (Pob.)
- Linguisan
- Little Margos
- Loboc
- Looc-labuan
- Lower Tungawan
- Malungon

- Masao
- San Isidro
- San Pedro
- San Vicente
- Santo Niño
- Sisay
- Taglibas
- Tigbanuang
- Tigbucay
- Tigpalay
- Timbabauan
- Upper Tungawan